# Adolphe Guillaumat
Adolphe Guillaumat, född 4 januari 1863, död 18 maj 1940, var en fransk militär.
Guillaumat blev officer vid infanteriet 1884, överste och regementschef 1910, brigadgeneral 1913 och divisionsgeneral 1915. Guillaumat, som med utmärkelse tjänstgjorde i kolonierna och Kina, var lärare vid krigsskolan och avdelningschef i generalstaben, blev vid krigsutbrottet i september 1914 chef för 33:e fördelningen, 1915 för 1:a armékåren och i december 1916 för 2:a armén vid Verdun. I december 1917 förflyttades Guillaumat som chef för Orientarmén till Saloniki men återkallades i juni 1918 för att bli guvernör i Paris. I oktober 1918 erhöll han befälet över 5:e armén, övergick Aisne och besatte Charleville. Efter krigets slut blev Guillaumat 1920 medlem av högsta krigsrådet, var 1924–30 chef för ockupationstrupperna i Rhenlandet och juni-juli 1926 krigsminister.